# Glenea sexnotata
Glenea sexnotata är en skalbaggsart som beskrevs av Charles Joseph Gahan 1889. Glenea sexnotata ingår i släktet Glenea och familjen långhorningar. Inga underarter finns listade i Catalogue of Life.